# Robert Osserman
Robert Osserman (* 19. Dezember 1926 in New York City; † 30. November 2011 in Berkeley) war ein US-amerikanischer Mathematiker, der sich mit geometrischer Funktionentheorie, Differentialgeometrie und Minimalflächen beschäftigte.

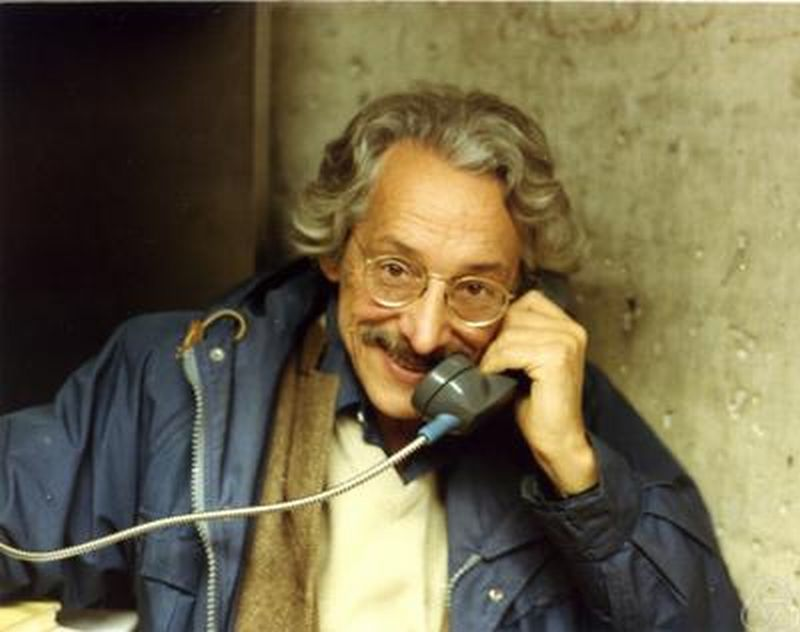
Robert Osserman, Berkeley 1984

## Leben
Osserman, geboren 1926 in New York City, besuchte die Bronx High School of Science, studierte an der New York University und (nach zwischenzeitlichem Wehrdienst) an der Harvard University (sowie in Paris und Zürich), wo er 1955 bei Lars Ahlfors promoviert wurde, mit einer Arbeit über das Typenproblem riemannscher Flächen (Contributions to the problem of type). Danach war er an der Stanford University, wo er für den Rest seiner Laufbahn blieb und auch emeritierte. Daneben war er als Gastprofessor in Harvard, am Courant Institute of Mathematical Sciences of New York University, als Fulbright Lecturer an der Universität von Paris, 1976 als Guggenheim Fellow an der University of Warwick und Leiter der Abteilung Mathematik am Office of Naval Research. 1973 bis 1979 war er Chairman des Mathematik-Departments in Stanford. 1987 wurde er dort Mellon Professor of Interdisciplinary Studies. Seit 1990 war er (in Teilzeit) Deputy Director am MSRI, wo er auch seit 1995 als Special Projects Director für verschiedene Öffentlichkeitsarbeiten zuständig war.
Osserman beschäftigte sich vor allem mit Minimalflächen vom Standpunkt konformer Geometrie, aber auch mit isoperimetrischen Ungleichungen und Ergodentheorie. 1970 zeigte er, dass das Plateau-Problem Lösungen ohne Singularitäten hat (unabhängig zeigte dies auch Robert Gulliver 1973).
1985 gab er einen einfachen Beweis des Vier-Vertex-Theorems, dass jede einfache geschlossene Kurve in der Ebene außer dem Kreis mindestens vier Extrema (Maxima/Minima) hat (der erste Beweis stammt von Adolf Kneser 1912).
In Stanford entwickelte er auch neue interdisziplinäre Mathematikkurse, teilweise ausgearbeitet in seinem populärwissenschaftlichen Buch Geometrie des Universums (mathematische Anwendungen in der Kosmologie). Er erhielt den Distinguished Teachers Award der Stanford-Universität.
Er erhielt den Lester R. Ford-Preis der Mathematical Association of America (MAA) und 2003 den Communications Award des Joint Policy Board for Mathematics (JPBM) für seine populärwissenschaftlichen Schriften. 1978 war er Invited Speaker auf dem Internationalen Mathematikerkongress in Helsinki (Isoperimetric inequalities and eigenvalues of the Laplacian).
Zu seinen Doktoranden zählen H. Blaine Lawson und David Hoffman.

## Schriften
- Geometrie des Universums. Vieweg 1997, englisches Original: Poetry of the Universe- a mathematical exploration of the cosmos. Anchor Books/Doubleday, New York 1996 (in zahlreiche Sprachen übersetzt)
- A survey of minimal surfaces. 2. Auflage, Dover 1986
- Curvature in the Eighties. American Mathematical Monthly, Bd. 97, 1990, S. 731.
- Osserman: Mathematics of the Heavens. Notices AMS 2005, PDF-Datei
- Osserman: From Schwarz to Pick to Ahlfors and Beyond. Notices AMS 1999, PDF-Datei
- Osserman: The isoperimetric inequality. BAMS, 1978
- The four or more vertex theorem. American Mathematical Monthly, Bd. 93, 1985, S. 332.

## Trivia
„Well, this is the funniest thing I ever did!“ (in etwa „So etwas Komisches habe ich noch nie gemacht!“) zählt zu Ossermans letzten Worten kurz vor seinem Tod.